# 保教权
保教权由聖座授予的由世俗政权承担的保护天主教在非天主教国家传播的权力和义务。

## 歷史
1493年，教宗亚历山大六世授予葡萄牙国王远东地区保教权；这是初期耶稣会来华传教士将葡属澳门作为在华传教基地，而将传教进展向里斯本分部汇报的原因。
鸦片战争之后的1844年，中法签订《黄埔条约》，其中规定法国可在中国传播天主教。1848年5月1日，罗马教廷将广东省（含海南島）和广西省交给法国巴黎外方传教会管辖。从此，天主教在华保教权逐步落到法国政府方面，直至1905年。